# Partido di Saladillo
Il partido di Saladillo è un dipartimento (partido) dell'Argentina facente parte della provincia di Buenos Aires. Il capoluogo è Saladillo.